# Аристовул Британски
Аристовул је био један од седамдесет апостола. Био је брат апостола Варнаве и епископ Британије.
Аристовул је рођен на Кипру. Последовао је апостолу Павлу, који га и помиње у посланици Римљанима (Рм 16, 10). Када је апостол Павле постављао многе епископе за разне крајеве света, тада је поставио и Аристовула за епископа британскога (енглеског). У Британији су били народи дивљи, неверни и опаки, и Аристовул је претрпео међу њима многе муке, беде и пакости. Ударали су га без милости, вукли по улицама, ругали му се и подсмевали. Ипак на крају он је дошао до успеха. Просветио је народе, крстио их у име Христа Господа, цркве поградио, свештенике и ђаконе посветио, и најзад, тамо у миру скончао.
Српска православна црква слави га 16. марта по црквеном, а 29. марта по грегоријанском календару.